# نور الله الهندي

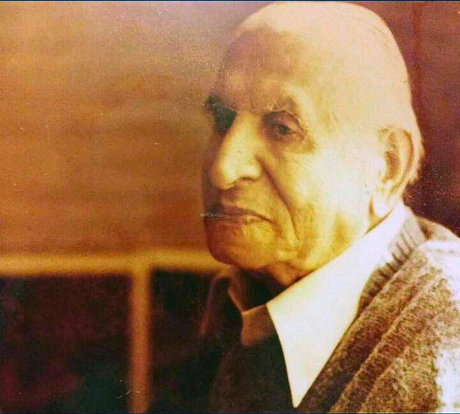
نور الدين الهندي

السيد نور الدين الهندي (1 آذار 1897، خمين - 20 تموز 1976، طهران) هو الأخ الثاني للسيد روح الله الخميني والسيد مرتضى باسنديده، وهو من العلمانيين، وبعد دراسة العلوم الدينية عمل محاميًا في خمين. وتُوفي في 30 تموز 1976م ودُفن في قم (مقبرة باغ بهشت).

## قصة اختيار اسم العائلة
وكان سبب اختلاف ألقاب الإخوة (مصطفوي، وبسنديدة، وهندي) أنه وفقًا لقانون التسجيل المدني الأولي في كل مدينة لا يجوز تكرار ألقاب الأفراد، لذلك اختار روح الله لقب مصطفوي (مأخوذ من اسم والده سيد مصطفى)، والشقيقان الآخران سيد مرتضى وسيد نور الدين، على الرغم من الحظر القانوني، اختارا لقب هندي، المأخوذ من اسم جدهما (سيد أحمد هندي) الذي كان عربيًّا مهاجرًا للهند. وخلال الحرب العالمية الثانية (1938 و1941)، عندما كان الجنود الهنود يقاتلون في صف البريطانيين، كان رضا شاه، الذي كان إلى حد ما في صف الألمان، يعارض أي شيء يُذكر بإنجلترا والهند. لذلك، وُضعت أجندة لإزالة الأسماء الهندية والإنجليزية على جدول أعمال الحكومة، وشُكِّلت لجنة للتحقيق في ألقاب مرتضى ونور الدين في خمين، وصوّتت على تغيير الاسم إلى هندي. وافق مرتضى واقترح "الموافقة" وقبلت اللجنة، لكن آغا نور الدين لم يمتثل لقرار اللجنة.